# منتخب موزمبيق لكأس ديفيز
منتخب موزمبيق لكأس ديفيز (بالبرتغالية: Equipa Moçambicana da Taça Davis‏) هو ممثل موزمبيق الرسمي في كرة المضرب في كأس ديفيز
.